# Lac Kartal
Le lac Каrtal est un lac d'une superficie de 5 km2, il fait partie de l'ensemble géomorphologique du delta du Danube.
Le lac est désigné site Ramsar depuis le 23 novembre 1995 et WDPA. Le lac est relié au Danube par le canal Prorva et par des détroits menant aux lacs Kuhurluy et Kagoul (Кагул) zone qui est nommée réserve paysagère du lac Kartal et s'étend sur 15 km2 qui est au registre national des monuments immeubles d'Ukraine.